# 바티스타 스피놀라

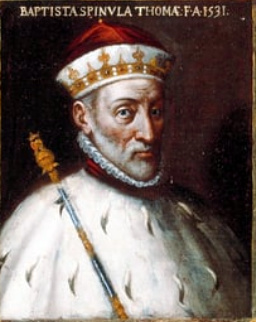

바티스타 스피놀라(Battista Spinola)는 제 35대 제노바 공화국의 도제이다. 그는 1531년 1월 4일 선출되었고 2년 간 국정을 다스렸다. 바티스타는 45대 제노바 공화국의 도제 루카 스피놀라의 아버지이다.